# Скотт (округ Бернетт, Вісконсин)
Скотт (англ. Scott) — місто (англ. town) в США, в окрузі Бернетт штату Вісконсин. Населення — 583 особи (2020).

## Демографія
Згідно з переписом 2010 року, у місті мешкали 494 особи в 250 домогосподарствах у складі 158 родин. Було 1077 помешкань
Расовий склад населення:
| - 96,8 % — білих - 1,0 % — чорних або афроамериканців - 0,8 % — корінних американців - 0,2 % — вихідців з тихоокеанських островів |

До двох чи більше рас належало 1,2 %. Частка іспаномовних становила 0,0 % від усіх жителів.
За віковим діапазоном населення розподілялося таким чином: 9,5 % — особи молодші 18 років, 48,0 % — особи у віці 18—64 років, 42,5 % — особи у віці 65 років та старші. Медіана віку мешканця становила 61,1 року. На 100 осіб жіночої статі у місті припадало 108,4 чоловіків;  на 100 жінок у віці від 18 років та старших — 105,0 чоловіків також старших 18 років.
Середній дохід на одне домашнє господарство  становив 70 789 доларів США (медіана — 58 750), а середній дохід на одну сім'ю — 73 801 долар (медіана — 61 583). Медіана доходів становила 49 479 доларів для чоловіків та 30 625 доларів для жінок. За межею бідності перебувало 4,6 % осіб, у тому числі 4,8 % дітей у віці до 18 років та 0,6 % осіб у віці 65 років та старших.
Цивільне працевлаштоване населення становило 226 осіб. Основні галузі зайнятості: освіта, охорона здоров'я та соціальна допомога — 26,5 %, мистецтво, розваги та відпочинок — 15,5 %, публічна адміністрація — 11,1 %, виробництво — 9,7 %.